# 鎂質石榴子石
鎂質石榴子石（英語：Majorite）
是一種在地幔中的石榴石礦物。 其化學式為Mg3(MgSi)(SiO4)3。 它與其他石榴石的區別在於矽原子在晶體的分佈，除了四面體形分子構型外尚具有八面體形分子構型。
鎂質石榴子石於 1970 年首次在西澳大利亞的庫拉拉（英語：Coorara）
隕石中被發現，後來也從其他各種隕石中找到，在這些隕石中的鎂質石榴子石，被認為是由外星體撞擊造成的高壓礦物。 地球地幔中也找到鎂質石榴子石。最先被發現的是在西南太平洋馬萊塔島（英語：Malaita Island）
上的翁同爪窪（英語：Ontong Java）
高原的超鎂鐵質岩漿中的捕虏岩。

## 人工合成礦物
人工合成的鎂質石榴子石 與頑火輝石（英語：enstatite）和秋本石（英語：akimotoite）構成多晶型礦物。 一般石榴子石礦物屬正方晶系。但鎂質石榴子石屬四方晶系  。

## 地幔礦物
在地幔 550-900 公里（340-560 英里）深處，鎂質石榴子石被認為是很多的礦物。 在該地區它與的其他含鋁、鐵和鈣的石榴子石形成複雜的固溶體。
地幔的所有礦物質都是由氧作為主要的陰離子。 在地幔中的礦物都在高壓和高溫條件下形成的，這些礦物易於於吸收和儲存氧氣。 然而，當這些礦物被對流帶到地球表面時，溫度和壓力會下降，這些礦物會分解並釋放氧氣。 最近的研究表明，地幔中鎂質石榴子石中儲存的氧氣總量可能相當大，可能有助於保持地球表面的濕潤和宜居的環境。